# Karin Glenmark
Karin Margareta Glenmark,  född 8 april 1952 i Tomelilla församling, Kristianstads län, är en svensk pop- och rocksångerska. Hon är brorsdotter till Bruno Glenmark och syster till Anders Glenmark. Tillsammans med Anders utgör hon syskonduon Gemini, och tillsammans med farbror Bruno och hans fru Ann-Louise Hanson bildar de gruppen Glenmarks. Ett av Karin Glenmarks barn, Nils Tull, gör musik under sitt alias Melo. 

## Karriär

### Melodifestivalen
Karin Glenmark har deltagit i Melodifestivalen fem gånger. Tillsammans med Glenmarks 1973 med låten En liten sång (som alla andra) (4:e plats), 1974 med I annorlunda land (8:e plats) och 1975 med Lady Antoinette (6:e plats). 1983 deltog hon solo med låten Se (3:e plats) och 1984 tillsammans med brodern Anders (innan duon hette Gemini) med låten Kall som is (4:e plats).

### Gemini
1985 producerade Benny Andersson och Björn Ulvaeus musikalbumet Gemini för Karin och Anders Glenmark. Björn och Benny skrev även flertalet låtar till skivan, men man återanvände även outgivna Abba-låtar, såsom Just Like That, som Abba hade spelat in, men inte givit ut, 1982. Skivan följdes upp av ytterligare ett Björn och Benny-producerat album 1987, Geminism. Till detta album spelade duon in sången Mio min Mio, som blev ledmotiv till filmatiseringen av Astrid Lindgrens bok med samma namn.

### Chess
Karin Glenmark sjöng rollen som Svetlana i konsertturnén som marknadsförde konceptinspelningen av Björn Ulvaeus, Benny Anderssons och Tim Rices musikal Chess. Under framträdandet i Stockholm medverkade dock Barbara Dickson, som gjorde rollen som Svetlana på konceptalbumet och Karin Glenmark sjöng istället i kören. Dock gick inte Dickson in på scenen vid framförandet av duetten Endgame, varpå Glenmark blixtsnabbt gjorde ett bejublat inhopp som solist. Detta framförande spelades in av Sveriges Television och har även senare visats i TV. Framträdandet gav henne stående ovationer och en salutering av duettpartnern Tommy Körberg. 
Under 1990-talet har hon även deltagit som solist i konsertserien Chess in Concert, då i rollen som Florence Vasay tillsammans med bland andra Tommy Körberg, Anders Glenmark, Lars Risberg, Johan Schinkler och Lena Ericsson. Chess in Concert har även spelats in på skiva med Göteborgs Symfoniorkester under ledning av Anders Eljas, utgiven 1994.

### Övriga framgångar
Tillsammans med sångarna J.C. Barreto och Peter Lundblad tävlade hon för Sverige i sångfestivalen Knokke Cup i Belgien 1982, där de kom på en fjärde plats. Karin Glenmark spelade rollen som Fantine i den svenska premiäruppsättningen av musikalen Les Misérables på Cirkus i Stockholm 1990–1991 mot bland andra Tommy Körberg, Jan Åström, Claes Malmberg, Beatrice Järås, Joakim Jennefors, Richard Carlsohn, Maria Rydberg och Gunilla Backman.
Glenmarks senaste soloalbum utkom hösten 1996, med musik av Michael Saxell och texter av poeten och författaren Jacques Werup.
1998–1999 turnerade hon tillsammans med Anders Glenmark, Tommy Körberg, Helen Sjöholm och Orsa spelmän med konserten B&B, som bestod av musik från Björn och Bennys karriär. Konserten i Göteborg spelades in och gavs ut på CD med titeln Från Waterloo till Duvemåla.

## Diskografi

### Soloalbum
- 1984 - Mitt innersta rum
- 1996 - Karin Glenmark

### Album med Gemini
- 1985 – Gemini
- 1987 – Geminism
- 2005 – Det bästa med Karin & Anders Glenmark
- 2006 – Vår jul

### Singlar
- 1972 - Hur går det till (med Anders Glenmark)
- 1972 - Efter regn så kommer sol
- 1975 - Boom, Boom, Boom (med Anders Glenmark)
- 1980 - Xanadu
- 1983 - Se
- 1984 - Kall som is (med Anders Glenmark)
- 1991 - Les Misérables (med Maria Rydberg)
- 1993 - En enda röst (med Dana Dragomir)
- 1996 - Viska mitt namn
- 1996 - Jag tände ljusen

### Medverkar på
- 1987 - Klinga mina klockor
- 1990 - Disney Babies: Barnens bästa sånger
- 1994 - Chess in Concert
- 1999 - Från Waterloo till Duvemåla